# Löffelmühle
Löffelmühle ist ein Weiler bei Bergatreute im Landkreis Ravensburg, welcher früher auch Gwigger Mühle genannt wurde.

## Lage
Der Weiler Löffelmühle liegt direkt an der Mündung des Tobelbachs in den Venusbach, die am Südrand von Löffelmühle ist. Er liegt etwa 50 Meter südlich des Löffelmühleweihers. Geografisch befindet sich Löffelmühle circa 1 Kilometer westlich von Bergatreute, rund 6 Kilometer nordöstlich von Baienfurt sowie etwa 6 Kilometer südlich von Bad Waldsee.
Löffelmühle ist Teil des Gewässereinzugsgebiets des Venusbachs, der über die Wolfegger Ach, die Schussen und den Rhein in die Nordsee entwässert. Naturräumlich ist der Weiler im Oberschwäbischen Hügelland (Naturraum-Nr. 32) gelegen, welcher zur Großlandschaft Voralpines Hügel- und Moorland (Großlandschaft-Nr. 3) gehört.

### Biotop
Das Biotop "Gehölze in Löffelmühle" ist ein geschütztes Biotop mit einer Gesamtfläche von 0,2123 Hektar, die sich aus drei Teilflächen zusammensetzt. Diese drei Teilflächen liegen allesamt innerhalb der Bebauung des Weilers Löffelmühle, eingebettet zwischen den Gebäuden. Das Biotop steht seit dem 5. August 1997 unter Schutz.

## Wirtschaft
Ein ehemaliges, von der L 314 aus ortsbildprägendes Sägewerk prägt das Bild von Löffelmühle. Aktuell sind im Weiler zwei Wasserkraftwerke mit einer Gesamtleistung von 56 kW in Betrieb.
In der Löffelmühle in Löffelmühle werden Futtermittel produziert. Ergänzend dazu werden Produkte von umliegenden Mühlen, wie der Stelzenmühle in Stelzenmühle, sowie von überregionalen Herstellern vertrieben.

## Verkehrsanbindung
Löffelmühle liegt direkt an der Landesstraße L 314. Diese führt nach Osten über Bergatreute und Roßberg weiter nach Bad Wurzach oder Wolfegg. In westlicher Richtung verbindet die L 314 die Löffelmühle mit Baienfurt und anschließend mit Weingarten und Ravensburg. Zusätzlich besteht eine Anbindung über einen Gemeindeverbindungsweg nach Norden, der über Gambach nach Gwigg führt. Von dort aus sind Gaisbeuren oder Bad Waldsee erreichbar. In Gambach besteht außerdem die Möglichkeit, weiter in Richtung Enzisreute zur B 30 zu fahren.

### Radverkehr
Löffelmühle ist nicht direkt an das Radnetz Baden-Württemberg angebunden. Die nächstgelegenen Anschlüsse befinden sich bei Gwigg (ca. 1,3 km entfernt) und Bergatreute (ca. 1,5 km entfernt).

### Öffentlicher Personennahverkehr
An der L 314 gibt es eine Bushaltestelle. Der nächstgelegene Bahnhalt ist im Weiler Bahnhof Wolfegg (ca. 8,1 km entfernt). Bahnhöfe befinden sich in Bad Waldsee (ca. 11,2 km entfernt) und Niederbiegen (ca. 12 km entfernt).